# Jardín Botánico de Monte Baldo
El Jardín Botánico de Monte Baldo (en italiano: Orto botanico del Monte Baldo, también conocido como Orto Botanico di Novezzina u Orto Botanico d'Europa u Orto Botanico Victor Pellegrini) es un jardín botánico alpino de 20,000 m² de extensión, a 1232 m s. n. m. en el Monte Baldo en Ferrara di Monte Baldo, Italia.
Es miembro del AIGBA Associazione Internazionale Giardini Botanici Alpini. 

## Localización
Orto botanico del Monte Baldo Via General Graziani 10, Novezzina, Ferrara di Monte Baldo, Provincia de Verona, Veneto, Italia.
Planos y vistas satelitales.45°40′25″N 10°51′39″E / 45.67361, 10.86083
Está abierto todos los días en los meses cálidos del año. Se cobra una tarifa de entrada.

## Historia
Lleva el nombre en honor del inspector forestal llamado Víctor Pellegrini (1851-1927) y ocupa la zona que hasta los años setenta se utilizó como vivero forestal del Cuerpo Forestal.
El jardín botánico fue creado en 1989 por la comunidad local de la montaña.

## Colecciones
El Monte Baldo, conocido como "Hortus Europae"  ("Jardín de Europa") por su rica flora, ambientes y especies, es un ecosistema aislado y por esta razón muchas especies de plantas llevan el nombre de Baldo, por ejemplo, Anemone baldensis, Galium Baldensis, Knautia Baldensis.
El jardín botánico alberga unas 700 especies, la mayoría de ellas locales y sólo descubiertas por botánicos en el siglo pasado aquí por primera vez. Muchas de estas especies son hierbas .
En él se recrean ecosistemas naturales de paisajes de rocallas, bosques de abedules, pastos, y humedales.
Otras especies nativas del Monte Baldo, dignas de mención, Campanula petraea, Carex baldensis, y Primula spectabilis.
Todas las especies están rotuladas indicando su familia, género, especie y su nombre popular italiano.

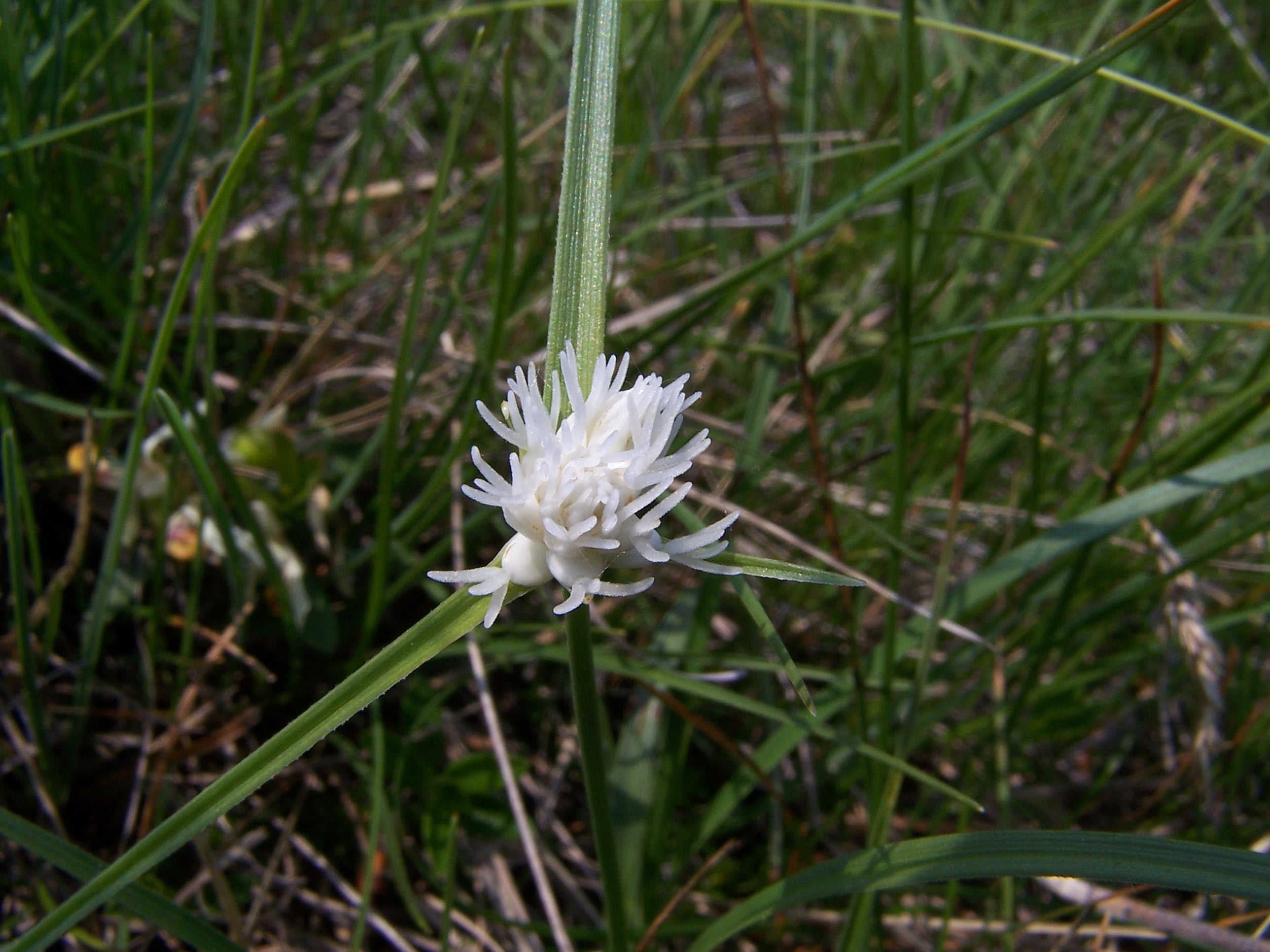
Las flores femeninas de Carex baldensis.
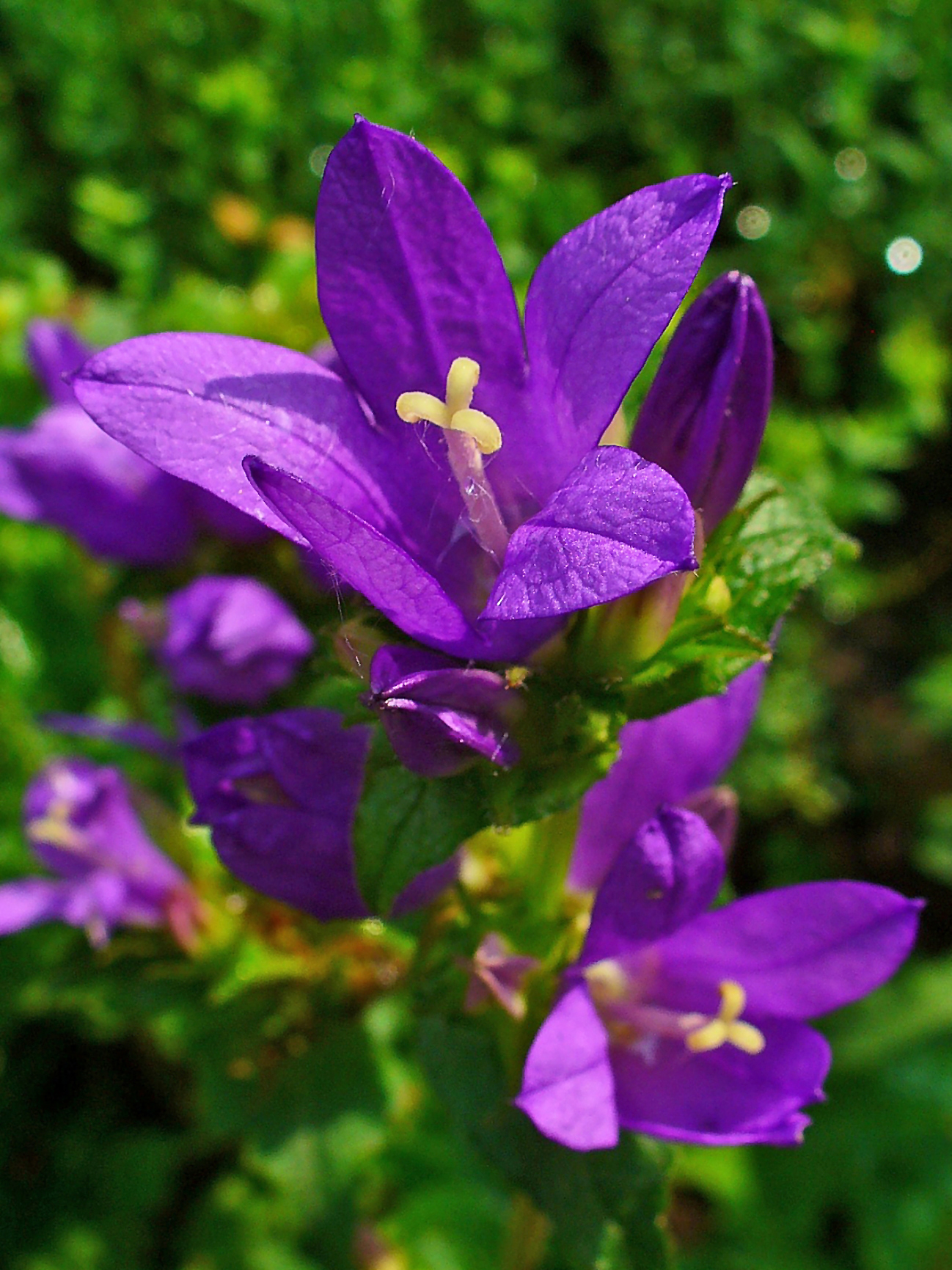
Flores de Campanula glomerata.
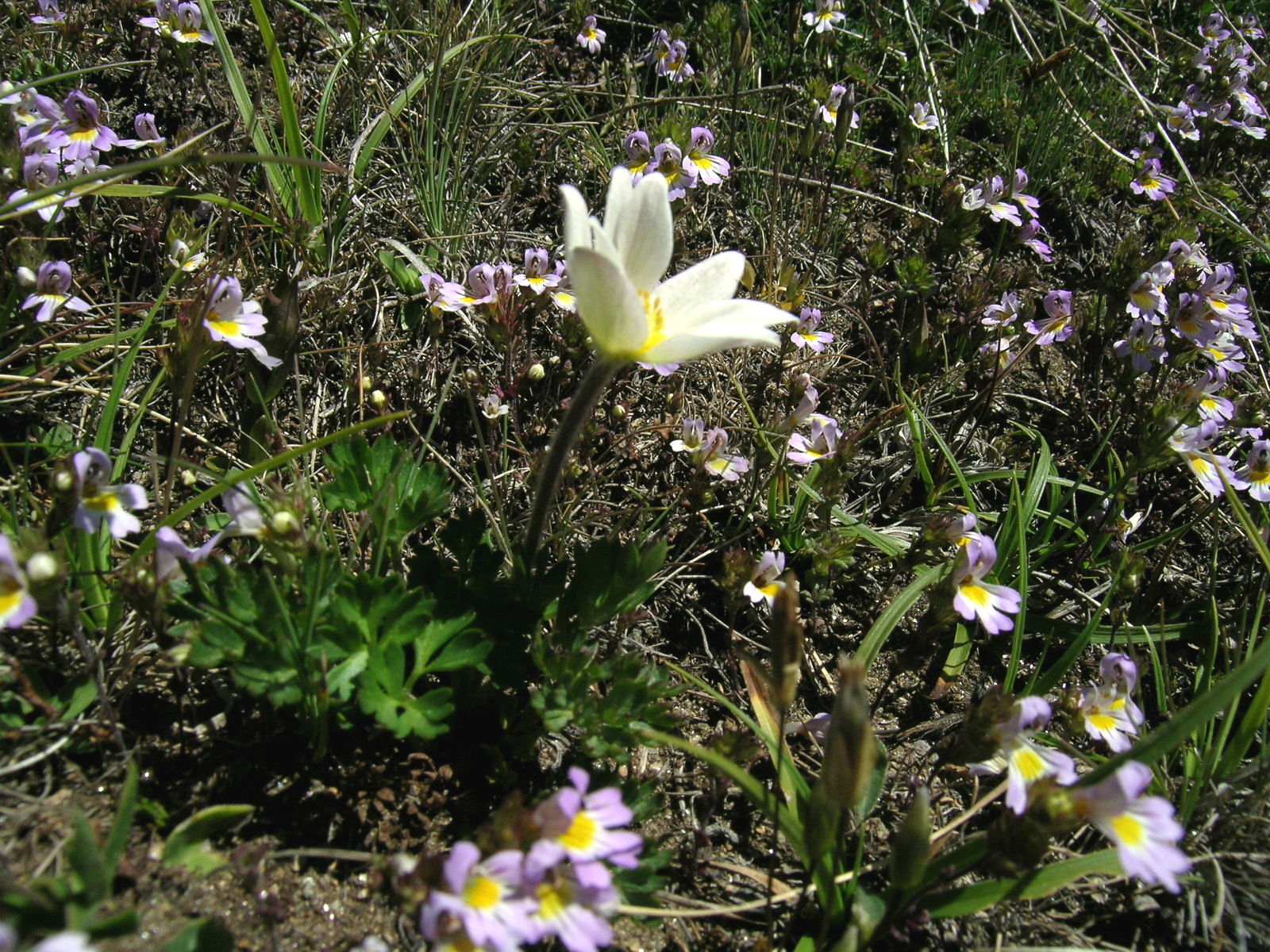
Anemone baldensis.
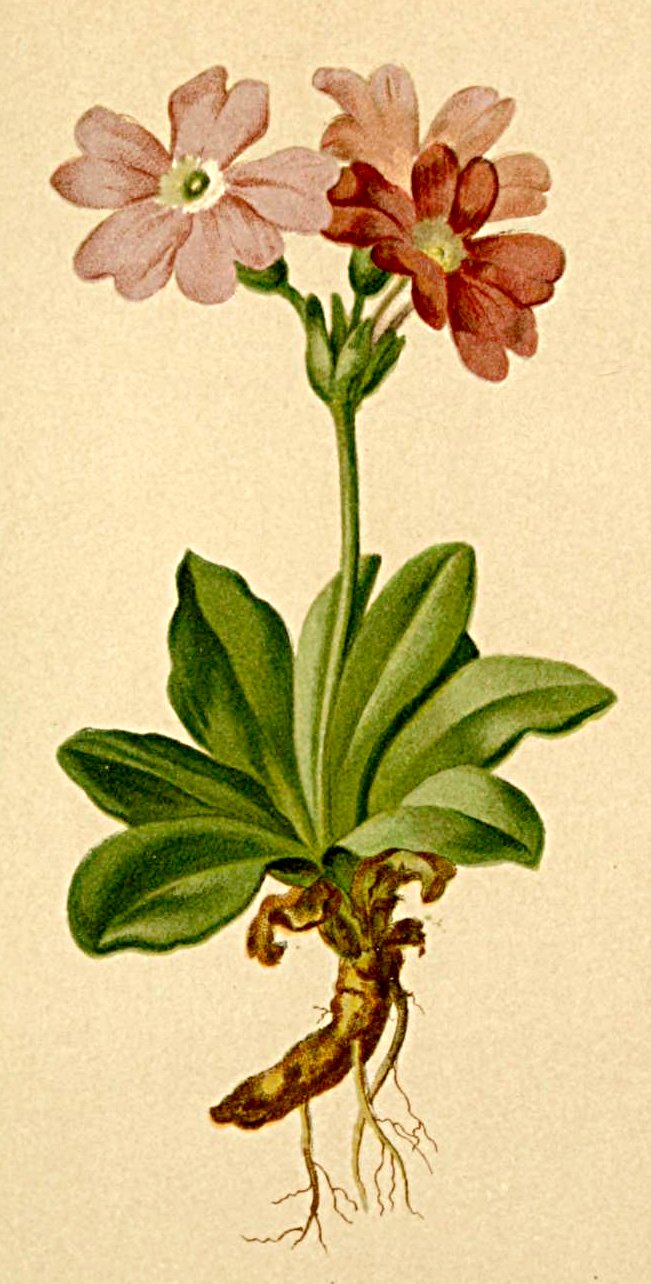
Acuarela de Primula spectabilis.